# 1972年札幌オリンピックのカナダ選手団
1972年札幌オリンピックのカナダ選手団（1972ねんさっぽろオリンピックのカナダせんしゅだん）は、1972年2月3日から2月13日まで、日本の北海道札幌市で開催された1972年札幌オリンピックのカナダ選手団、およびその競技結果。

## 概要
今大会は金メダルおよび銀メダルはなく、銅メダル1個に留まった。カナダ選手団がメダル1個に留まったのは1936年ガルミッシュ・パルテンキルヘンオリンピック以来36年ぶり。
フィギュアスケートの女子シングルではカレン・マグヌセンが、今大会カナダ勢唯一のメダルとなる銀メダルを獲得した。

## メダル
| メダル | 選手名             | 競技               | 種目         |
| ------ | ------------------ | ------------------ | ------------ |
| 銀     | カレン・マグヌセン | フィギュアスケート | 女子シングル |